# Venom. Codename: Outbreak
Venom. Codename: Outbreak — компьютерная игра в жанре тактического шутера от первого лица, разработанная компанией GSC Game World и изданная Руссобит-М. Разработка началась в январе 1999, выход был запланирован на второй квартал 2000 года, но впоследствии был отложен на 8 октября 2001.

## Игровой процесс
Игроку приходится играть сразу за двоих персонажей, непосредственно ведя одного и отдавая команды другому. Между персонажами можно переключаться, что позволяет подвести одного к врагам, оставить в засаде и действовать другим, полностью контролируя ситуацию, а не надеясь на искусственный интеллект напарника.
Кроме того, внесён элемент RPG-игр — инвентарь, индивидуальный для каждого персонажа, позволяющий нести строго ограниченное по количеству и весу снаряжение. Помимо этого игроку предоставлена возможность выбора условий выполнения задания: днём или ночью, то есть своеобразное изменение уровня сложности (даже несмотря на наличие систем ночного видения в составе снаряжения).
В игре реализованы следующие концепции:
- При поиске жертвы снайпер больше ориентируется не на оптику, а на показания направленного микрофона (ищет в кустах дыхание, шум, звук шагов, свист и другие признаки жизни).
- Костюмы героев позволяют свободно перемещаться под водой, есть режим суперзащиты.
- Основное и единственное оружие игрока — универсальная винтовка. Она совмещает в себе (в зависимости от модификации): автомат, снайперскую винтовку, гранатомёт, дробовик, пусковую установку неуправляемых и управляемых ракет, постановщик универсальных мин и малошумный лазер-аннигилятор.
- Основной упор делается на скрытный стиль игры, однако если вас обнаружили, то можно добиться успеха только грамотным сочетанием экшена и тактики. Атаки в лоб практически всегда обречены на провал.
- Игра требует от игрока медленного прохождения. Часто встречаются замаскированные ямы с большим количеством маленьких тварей, артиллерийские позиции и танки, убивающие с 1 попадания и комнаты с множеством тварей. Все препятствия проходимы, но лучше быть к ним готовым.

## Сюжет
События игры происходят в 2012 году, когда Земля едва не погибла от столкновения с кометой и сотнями метеоритов, которые огненным дождем обрушились на поверхность, неся смерть и разрушения. Вместе с метеоритами на Землю были занесены споры инородной формы жизни, которые в земных условиях быстро развивались. Из появившихся тут и там коконов выползают существа, нападающие на людей и при успешной попытке паразитирующие на них. Первыми жертвами становятся учёные, занимавшиеся исследованием внеземных пород и организмов, а также охранники научной базы и выездных мобильных групп. Задача игрока — собрать как можно больше сведений о произошедшем, спасти уцелевших учёных и остановить распространение заразы.

## Оценки
| Сводный рейтинг | Сводный рейтинг |
| Агрегатор       | Оценка          |
| --------------- | --------------- |
| GameRankings    | 62,73 %         |